# Operation
Operation (en España, Operación; en Hispanoamérica, Operando) es un juego de mesa distribuido por Hasbro. Fue creado en 1965 por Marvin Glass y John Spinello para Milton Bradley Company.
El tablero del juego es una plancha metálica que simula una mesa de operaciones, con un paciente acostado boca arriba. Sobre su cuerpo hay una serie de orificios de los cuales se deben extraer huesos y otros objetos de plástico, muchos de ellos inusuales. La extracción se realiza con unas pinzas metálicas especiales. Cada pieza debe retirarse con cuidado y habilidad, sin rozar los laterales. De lo contrario, se activa un zumbido y la nariz del paciente se enciende, indicando que el jugador ha perdido.
El objetivo de Operation es ganar el mayor dinero posible por cada operación exitosa, hasta completarlas todas. Pueden jugar una o varias personas y hay un encargado de repartir el dinero. En el juego hay dos pilas de cartas, "Doctor" y "Especialista", que se reparten antes de empezar. En las tarjetas de "Doctor" se especifica la pieza a retirar y el dinero que se ganará si se hace bien. Si sale mal, todos deberán buscar si tienen una tarjeta de "Especialista" cuya descripción coincida con la operación fallida. En caso afirmativo, quien la posea hará la extracción para intentar ganar el doble.
Además de la versión tradicional, a veces se comercializan ediciones especiales con personajes de series de animación y películas, como Los Simpson o Shrek.